# Robert Thompson
Robert Thompson, né le 28 juin 1921 et décédé le 19 novembre 2003, est un journaliste américain et correspondant à la Maison-Blanche sous les administrations Kennedy et Johnson.